# جون كرو
جون كرو (بالإنجليزية: John Crow)‏ هو اقتصادي بريطاني، ولد في 22 يناير 1937 في لندن في المملكة المتحدة.